# Sturnia sinensis
El estornino chino (Sturnia sinensis) es una especie de ave paseriforme de la familia Sturnidae propia del este de Asia. Es un pájaro migratorio que cría en el sur de China y el norte de Vietnam; y pasa el invierno en Indochina, la península malaya, Taiwán y Hainan, además de las costas meridionales de China.